# Test de Fisher d'égalité de deux variances
Pour la loi de probabilité, voir Loi de Fisher.
En statistique, le test F d'égalité de deux variances, est un test d'hypothèse qui permet de tester l'hypothèse nulle que deux lois normales ont la même variance. 
Il fait partie du grand ensemble de tests appelé "test F".

## Le test
Soient deux variables aléatoires indépendantes {\textstyle X\sim {\mathcal {N}}(m_{1},\sigma _{1}^{2}),Y\sim {\mathcal {N}}(m_{2},\sigma _{2}^{2})} et deux échantillons {\textstyle X_{1},\dots ,X_{n_{1}}}, {\textstyle Y_{1},\dots ,Y_{n_{2}}}.

### Si les moyennes sont inconnues
On veut tester {\textstyle H_{0}:\sigma _{1}^{2}=\sigma _{2}^{2},H_{1}:\sigma _{1}^{2}\neq \sigma _{2}^{2}} , si les moyennes {\displaystyle m_{1}}et {\displaystyle m_{2}}sont inconnues on les estime par {\textstyle {\overline {X_{n_{1}}}}} et {\textstyle {\overline {Y_{n_{2}}}}} :
La statistique de test fait appel à la loi de Fisher {\displaystyle F}:
{\displaystyle Z={\frac {S_{n_{1}}^{2}}{S_{n_{2}}^{2}}}\sim F(n_{1}-1,n_{2}-1),}
avec
{\displaystyle S_{n_{1}}^{2}={\frac {1}{n_{1}-1}}\sum _{i=1}^{n_{1}}\left(X_{i}-{\overline {X_{n_{1}}}}\right)^{2}} et {\displaystyle S_{n_{2}}^{2}={\frac {1}{n_{2}-1}}\sum _{i=1}^{n_{2}}\left(Y_{i}-{\overline {X_{n_{2}}}}\right)^{2}.}
On rejette (au niveau {\displaystyle \alpha }) l'hypothèse nulle si la réalisation de la statistique de test {\displaystyle Z} est soit plus grande que le quantile d'ordre {\textstyle 1-{\frac {\alpha }{2}}} soit plus petite que le quantile {\textstyle {\frac {\alpha }{2}}} de la loi de Fisher correspondante.

### Si les moyennes sont connues
On veut tester {\displaystyle H_{0}:\sigma _{1}^{2}=\sigma _{2}^{2},H_{1}:\sigma _{1}^{2}\neq \sigma _{2}^{2}} , si les moyennes {\displaystyle m_{1}}et {\displaystyle m_{2}}sont connues.
La statistique de test est alors
{\displaystyle {\tilde {Z}}={\frac {{\tilde {S}}_{n_{1}}^{2}}{{\tilde {S}}_{n_{2}}^{2}}}\sim F(n_{1},n_{2}),}
avec
{\displaystyle {\tilde {S}}_{n_{1}}^{2}={\frac {1}{n_{1}}}\sum _{i=1}^{n_{1}}\left(X_{i}-{m_{1}}\right)^{2}} et {\displaystyle {\tilde {S}}_{n_{2}}^{2}={\frac {1}{n_{2}}}\sum _{i=1}^{n_{2}}\left(Y_{i}-{m_{2}}\right)^{2}.}
On rejette (au niveau {\displaystyle \alpha }) l'hypothèse nulle si la réalisation de la statistique de test {\displaystyle {\tilde {Z}}} est soit plus grande que le quantile d'ordre {\textstyle 1-{\frac {\alpha }{2}}} soit plus petite que le quantile {\textstyle {\frac {\alpha }{2}}} de la loi de Fisher correspondante.

### Remarque
Initialement, à l'époque où on utilisait des tables des quantiles, le test était souvent présenté en calculant le rapport de la variance la plus grande sur la variance la plus faible, ce qui permettait de ne comparer la valeur de la statistique de test qu'au quantile {\textstyle 1-{\frac {\alpha }{2}}}. Dorénavant, puisqu'on n'utilise plus de tables de quantiles mais des logiciels statistiques, cette présentation a perdu de son intérêt.

## Propriétés
Ce test est particulièrement sensible à la non normalité,. Donc, il existe des alternatives comme le test de Bartlett ou le test de Levene.

## Applications
Le test de Chow est une application du test de Fisher pour tester l'égalité des coefficients sur deux populations différentes.
Ce test est utilisé en biologie dans la recherche de QTL.

## Implémentation
- var.testavec R et la librairie "stats"[3]